# Total War: Arena

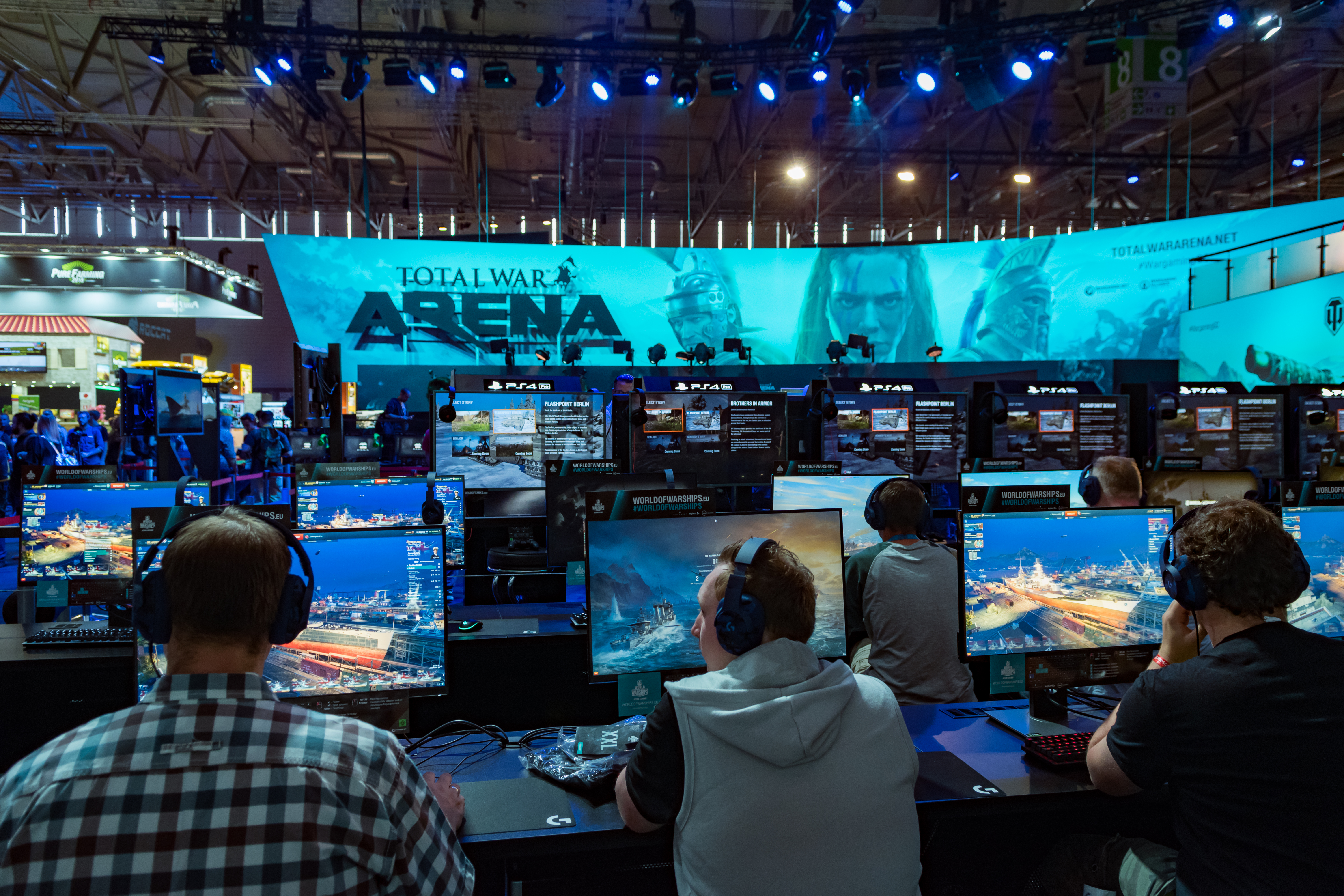
Area dedicata a Total War Arena al Gamescom 2017

Total War: Arena era un gioco di strategia in fase di sviluppo da parte di The Creative Assembly e pubblicato da Wargaming e SEGA. È il primo titolo spin-off free-to-play della serie Total War. Il videogioco si concentra sul multiplayer online, mescolando alcuni elementi di strategia in tempo reale. Due squadroni divisi in 10 giocatori (10vs10) che si scontreranno tra loro, ogni giocatore controlla 3 plotoni di unità (NPC) fino ad un totale di 100 guerrieri.
A novembre del 2016, Wargaming, Sega e Creative Assembly hanno annunciato una nuova partnership strategica per lo sviluppo di un videogioco. Total War: Arena è stato pubblicato in tutto il mondo (ad eccezione della Cina) sotto l'etichetta editoriale di Wargaming Alliance. La open beta del gioco iniziò il 22 febbraio 2018.
Total War: Arena chiuse i battenti il 22 febbraio 2019, a causa delle aspettative deludenti degli sviluppatori. Tuttavia, è stato annunciato da NetEase di voler continuare lo sviluppo del videogioco, grazie a una collaborazione con Creative Assembly.

## Modalità di gioco
Le dinamiche del videogioco, consistono in tipologie di modalità, una si basa su giocatori umani contro altri giocatori, mentre l'altra giocatori contro IA. Il tempo massimo di ogni partita poteva durare fino a 15 minuti, ma solitamente ne duravano dai 7–9 minuti ciascuna. In ogni modalità di gioco, i giocatori si affronteranno in due gruppi composti da 10 giocatori. Le condizioni di vittoria variano in: sconfiggere tutte le unità avversarie, sopravvivere alla battaglia avendo più unità rimaste ancora in vita o catturare la base nemica.
Era possibile attraversare 10 stadi di sviluppo delle unità, inoltre potevamo ricercarli tramite l'albero tecnologico.
All'inizio il gioco sbloccava tre generali gratuitamente, mentre il resto poteva essere comprato o guadagnato attraverso la valuta del gioco, o tramite l'oro (ottenibile con le microtransazioni).

## Comandanti
In tutte le modalità di gioco, i giocatori controllavano i comandanti, nonché importanti figure storiche. Erano disponibili 14 comandanti in gioco distribuiti in quattro fazioni (Roma, Grecia, Germani e Cartagine). I giocatori potevano sbloccare e migliorare le abilità speciali di questi comandanti tramite un costo di esperienza e crediti, accumulabili nel corso delle battaglie. Ogni giocatore portava con sé tre plotoni di unità in battaglia e il numero di soldati in queste unità variava tra 45-100, a seconda del tipo di unità.
- Leonida – Milziade – Alessandro Magno – Cynane (Grecia)[9]
- Giulio Cesare – Germanico – Scipione l'Africano – Silla (Impero romano)[10]
- Arminio – Vercingetorige – Boudicca (Barbari)[11]
- Annibale – Asdrubale (Cartagine)[12]

## Accoglienza
Total War: Arena ottenne recensioni per lo più positive, detenendo un punteggio di 75/100 su Metacritic.